# Баррі Фіцджеральд
Баррі Фіцджеральд (англ. Barry Fitzgerald, справжнє ім'я — Вільям Джозеф Шилдс, англ. William Joseph Shields; 10 березня 1888, Дублін — 14 січня 1961) — ірландський актор, лауреат премії «Оскар».

## Біографія
Баррі Фіцджеральд, уроджений Вільям Джозеф Шилдс, народився в районі Портобелло у Дубліні, Ірландія. Він був старшим братом ірландського актора Артура Шилдса. Перш ніж піти працювати у Державну службу, вступив до коледжу Скеррі (Skerry's College) у Дубліні, одночасно працюючи в Театрі Абатства. У 1929 році залишив Державну службу та повністю перейшов на акторську роботу. Був короткий час сусідом по кімнаті відомого ірландського драматурга Шона О'Кейсі. Зіграв в п'єсах О'Кейсі «Юнона та павич» та «Срібна Тессі» («The Silver Tassie»), що була написана спеціально для Фіцджеральда.
У 1936 році Фіцджеральд зіграв в картині Джона Форда «Великий Ківш та зірки» («The Plough and the Stars»). Він зробив успішну голлівудську кар'єру в таких фільмах, як «Довгий шлях додому» (1940), «Як зелена була моя долина» (1941), «І не залишилось нікого» (1945), «Оголене місто» (1948) та «Тиха людина» (1952).
У 1945 році за роль отця Фіцджіббона в картині «Йти своїм шляхом» актор висувався одразу в двох номінаціях премії «Оскар», як найкращий актор та найкращий актор другого плану. Фіцджеральд здобув нагороду в номінації найкращий актор другого плану. В цій же номінації актор отримав «Золотого глобуса».
У 1959 році Фіцджеральд повернувся в Дублін. Тут він помер 14 січня 1961 року.
За внесок в кіноіндустрію та внесок у розвиток телебачення, актор вшанований двома зірками на Голлівудській Алеї Слави.

## Фільмографія

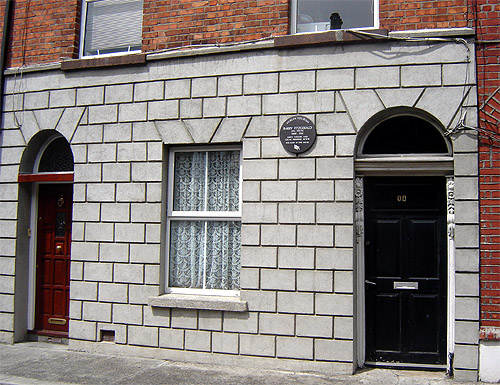
Будинок у Дубліні, в якому народився Баррі Фіцджеральд.

| - Юнона та павич (1930) - Великий Ківш та зірки (1936) - Відплив (1937) - Виховання малюка (1938) - Чотири чоловіки і прохач (1938) - Марія Антуанетта (1938) (не вказаний в титрах) - Світанковий патруль - Тихоокеанський лайнер (1939) - The Saint Strikes Back (1939) - Full Confession (1939) - Довгий шлях додому (1940) - Морський вовк (1941) - Як зелена була моя долина (1941) - Секретний скарб Тарзана (1941) - Дивовижна місіс Голлідей (1943) - Корвет K-225 (1943) - Йти своїм шляхом (1944) - Тільки самотнє серце (1944) - Запальна білявка (1945) - І не залишилося нікого (1945) | - The Stork Club (1945) - За два роки до щогли (1946) - Каліфорнія (1947) - Легко прийшло, легко пішло (1947) - Ласкаво просимо, незнайомцю (1947) - Оголене місто (1948) - The Sainted Sisters (1948) - Мільйони міс Тетлок (1948) - Полудень (1949) - Історія Фаворита (1949) - Станція Юніон (1950) - Срібне місто (1951) - Ha da venì... don Calogero! (1952) - Тиха людина (1952) - Happy Ever After (1954) - Весільний сніданок (1956) - Руні (1958) - Молодчинка (1959) - Cradle of Genius (1961) |

## Цікаві факти
- Захоплюючись в житті гольфом, Фіцджеральд на одному зі своїх тренувань відбив голову власній нагороді «Оскар» (через брак металу під час Другої світової війни статуетку виготовляли з гіпсу).